# National Oil Corporation
La National Oil Corporation (NOC) est la compagnie pétrolière nationale de la Libye. La NOC, avec ses filiales verticalement intégrées, est l'acteur principal de l'industrie pétrolière libyenne, qui contribue à la moitié du PNB libyen. La Libye est membre de l'OPEP et détient les plus grandes réserves pétrolières d'Afrique (suivie par le Nigeria et l'Algérie). Ces réserves sont localisées dans la province du golfe de Syrte qui détient 80 % des ressources, et représente actuellement 90 % des exportations pétrolières libyennes. Son président actuel est Mustafa Sanalla. (septembre 2016)

## Histoire

### Les débuts de l'exploration du sous-sol libyen
L'exploration pétrolière en Libye a commencé en 1956, avec le premier puits foré dans le bassin de Syrte. La Libye accorde alors des concessions à Exxon, Mobil, Texas Gulf, et d'autres, ce qui entraine des découvertes majeures à partir de 1959.
En 1969, un coup d'État de Mouammar Kadhafi renverse la monarchie Sanūsiyya et provoque la création de la National Oil Corporation en 1970 qui vise à coordonner l'industrie pétrolière tout en étant habilitée à signer des contrats avec des compagnies internationales où ces dernières supporteraient les risques de l'exploration.

### Nationalisation et tensions commerciales
Dans les années 1970, la Libye lance un programme socialiste de nationalisation, menace d'aller jusqu'à la nationalisation totale en l'absence d'accord, et contraint finalement la majorité des compagnies pétrolières à céder des parts dans leurs concessions et dans leurs infrastructures de production et de transport.
Dans le cadre de ce programme, la NOC signe de nouveaux contrats avec l'Occidental Petroleum, la Sincat (Italie), et crée un partenariat pour le forage avec la Saipem. 
En parallèle, sont nationalisés les champs d'Umm Farud (ConocoPhillips) en 1970, de Sarir (British Petroleum) en 1971 et de Sahabir (Amoco) en 1976. 
Après le début de la guerre du Kippour, la Libye suit d'autres états arabes pour proclamer un embargo sur les exportations pétrolières pour les pays favorisant Israël, et en premier lieu les États-Unis. 
De plus, la Libye fait face à des poursuites de la BP, qui accroissent les réticences des compagnies étrangères à investir en Libye malgré le premier choc pétrolier. La Libye contourne ces difficultés en signant un partenariat avec la France et l'Argentine. 
En 1974, l'embargo est arrêté et des accords sont noués avec Exxon, Mobil, Elf Aquitaine et Agip sur la base d'un partage 85-15 en onshore, 81-19 en offshore. 
Toutes les compagnies (à l'exception de BP) finissent par accepter, et permettent ainsi à la Libye de disposer d'un surplus de pétrole non négligeable. 
Cependant, la baisse des prix contraint la NOC à revendre des parts, ce qui n'empêche pas d'autres nationalisations de champs d'être effectuées.

### Sanctions américaines
En plus de la baisse des prix du pétrole, les accusations de terrorisme et le rapprochement de la Jamahiriya arabe libyenne avec l'Union soviétique accroissent les tensions avec l'Ouest. Le 10 mars 1982, les États-Unis stoppent leurs importations de pétrole libyen, ce qui entraine le départ de Libye d'Exxon et de Mobil en janvier 1983.
Les sanctions sont renforcées sous la présidence de Ronald Reagan avec l'adoption de l'International Emergency Economic Powers Act le 7 janvier 1986 afin d'interdire toute transaction financière d'entreprise américaine avec la Libye et de geler les capitaux libyens aux États-Unis. Le 30 juin 1986, le département du Trésor américain contraint les dernières compagnies pétrolières américaines présentes sur le sol libyen (Conoco, Marathon) à organiser leur retrait.
Les négociations sur les modalités de ce retrait marquent la fin des années 1980 et a pour conséquence la conclusion de contrats avec de nouveaux partenaires en 1988, notamment la Rompetrol, Royal Dutch Shell, Montedison et Braspetro.

### Sanctions de l'ONU et conséquences
L'isolement de Libye devient réel en 1992 avec le vote de sanctions par l'Organisation des Nations unies pour contraindre la Libye à livrer deux suspects recherchés pour l'attentat de Lockerbie. Ces sanctions, votées le 31 mars 1992 ont restreint les investissements en Libye, mais n'ont pas empêché la réalisation de coentreprises avec Veba, Petrofina, North African Petroleum, Petroleum Development Co. et Lasmo permettant de contourner l'embargo en produisant uniquement à destination de l'export. La levée des sanctions de l'ONU en 1999 n'empêche pas le maintien de sanctions américaines limitant les investissements à 20 millions de dollars par entreprise étrangère et par an. L'annonce officielle de la Libye, le 14 août 2003, de dédommager les familles des victimes de l'attentat de 1988 à hauteur de 2,7 milliards de dollars permet finalement la levée des sanctions puis le retrait de la Libye de la liste des états finançant le terrorisme. Le 22 décembre 2003, la Libye annonce qu'elle abandonne son programme de développement d'ADMs et qu'elle signera le Traité sur la non-prolifération des armes nucléaires. L'annonce est reçue avec bienveillance aux États-Unis, mais les sanctions maintenues jusqu'à l'obtention de preuves tangibles. Le 4 juin 2004, la première exportation de pétrole libyen depuis l'embargo est réalisée vers les US. En mai 2006, les relations sont normalisées, permettant une recrudescence des investissements, dans les campagnes d'explorations et dans l'amélioration des techniques d'extraction des champs matures. Depuis peu, la Libye a commencé à exploiter des champs mixtes en gaz et pétrole, comme celui de Bouri.

### La guerre civile et la période de transition
Pendant la guerre civile libyenne en 2011, le ministre du Pétrole Shukri Ghanem, lié au clan Kadhafi, a fait défection et a fui vers la Tunisie. En septembre 2011, le Conseil national de transition nomme Nuri Berruien, un ingénieur de 65 ans qui dirigeait précédemment une filiale de la National Oil Corporation, P-DG de la compagnie pendant la période transitoire. En octobre 2013, le ministre du Pétrole de la Libye, Abdelbari Arusi, révèle que le ONC envisage d'acheter la participation de Marathon Oil Waha Oil Company.
Nuri Berruien démissionne en mai 2014 et est remplacé par Mustafa Sanalla qui est toujours en poste actuellement (mai 2016).
Le 3 avril 2016, la direction de la compagnie annonce qu'elle se rallie au gouvernement d'union mené par le Premier ministre (Fayez) al-Sarraj et le conseil présidentiel.
En 2016, La NOC est divisée en deux branches. La principale, basée à Tripoli, est rattachée au gouvernement d’union nationale (GNA). La seconde, une branche rivale située dans l’Est, proche du gouvernement parallèle, est présidée par Nagi al-Maghrabi.
Début août 2016, la NOC annonce la réouverture de deux terminaux pétroliers qui étaient, depuis plusieurs mois, en situation de blocus. De plus, le GNA signe un accord afin de reprendre progressivement l'exportation de pétrole brut.
Alors encore soumis à la résolution 2259 de l'organisation des Nations unies (ONU) qui marque le soutien à l’accord politique inter-libyen du 17 décembre, en septembre 2016, le président de la compagnie nationale de pétrole, Mustafa Sanallala, informe de son intention de relancer l'exportation de pétrole de Libye. la direction estime alors que, si elle a les financements nécessaires, elle pourrai passer à 600.000 bpj (barils par jour) en un mois et à 950.000 barils par jour (bpj) d'ici fin décembre 2016. 
En janvier 2017,son P-dg, Mustapha Sanalla annonce que la NOC envisage d’augmenter sa production de brut d'ici à la fin de l'année à plus d’un (1) million de barils/jour (mbj). Cela sera accompagné d'une ouverture aux investissements étrangers alors que ces derniers étaient "gelés" depuis 2011.
En aout 2017, la direction de la National Oil Corporation annonce que tous les pipelines qui transportent le carburant d'Ez-Zawia vers la capitale libyenne, Tripoli, ainsi que le pipeline transportant celui du champ pétrolifère d'Al Sharara Field ont repris leurs opérations et fonctionnent normalement.
En janvier 2018, la direction de la NOC annonce avoir signé un accord avec la compagnie algérienne Sonatrach afin de renforcer le partenariat dans la gestion des gisements frontaliers d’hydrocarbures.

## Activités de transformation
La NOC exploite plusieurs raffineries et 60 % des produits raffinés sont exportés, principalement vers l'Europe. La raffinerie de Ras Lanouf a aussi une activité pétrochimique, et écoule le naphta issu du raffinage pour alimenter une usine de fabrication d'éthylène d'une capacité d'1.2 million de tonnes par an. La NOC dispose aussi de deux unités de production de polyéthylène (HDPE et LLDPE), principalement destiné à l'export. Un projet de production de LNG a été lancé en mai 2005 par Shell. Les raffineries libyennes sont les suivantes :
1. Raffinerie de Ras Lanouf : 220.000 barils par jour
2. Raffinerie de Marsa El Brega :  10.000 barils par jour
3. Raffinerie de Tobrouk : 20.000 barils par jour
4. Raffinerie de Sarir : 10.000 barils par jour

## Exportations

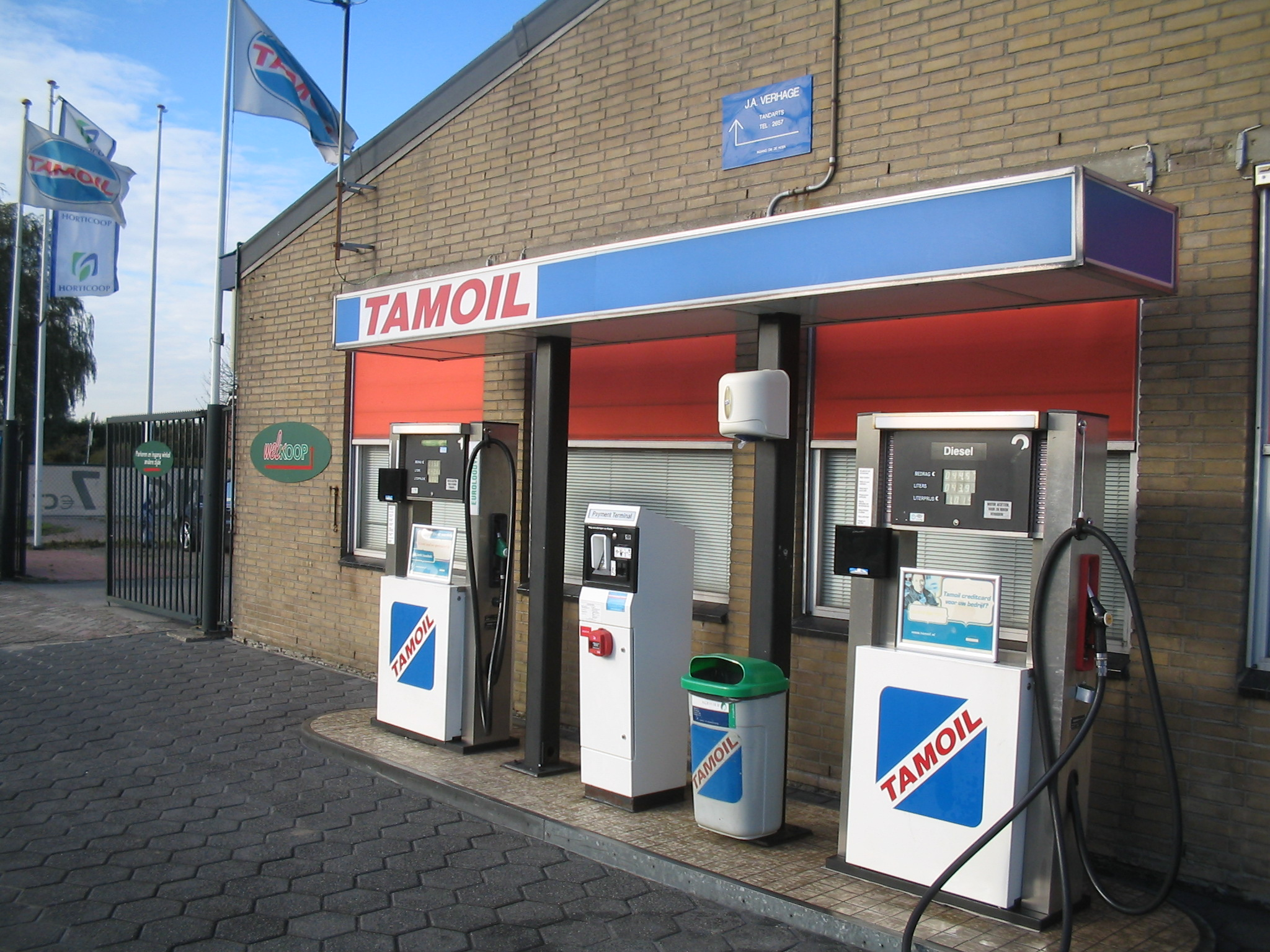
Commercialisation du pétrole libyen sous la marque Tamoil

Le pétrole libyen est vendu par des contrats à terme et commercialisé par le réseau Oilinvest, aussi connu sous le nom Tamoil, qui distribue directement les produits raffinés, en premier lieu en Italie.
Des contrats ont été scellés avec Edison, Energia Gas et Gaz de France, pour les exportations de gaz, qui sont en plein développement.
En septembre 2016, la direction de la NOC annonce vouloir relancer les exportations du pétrole libyen. Des exportations soumises, jusque-là, à la résolution 2259 décidée par les Nations unies.